# Warlords (film)
Pour les articles homonymes, voir Warlords (homonymie).
Pour plus de détails, voir Fiche technique et Distribution.
Warlords est un film d'action et de science-fiction américain réalisé par Fred Olen Ray, sorti en 1988. Il met en vedettes dans les rôles principaux David Carradine, Dawn Wildsmith et Sid Haig.

## Synopsis
Dans un avenir post-apocalyptique, le monde est devenu radioactif et impitoyable. Seuls les plus forts survivent. Coiffé d’un béret, Dow (David Carradine), un soldat génétiquement modifié, clone d’un ancien héros de guerre, conduit sa voiture dans le désert, avec son fidèle compagnon « Ammo », une tête mutante sans corps et parlante, qu’il porte dans une boîte. Dow a été envoyé par le gouvernement afin de récupérer un scientifique généticien qui est retenu prisonnier par un seigneur de guerre maléfique (Sid Haig) et forcé de créer pour lui une armée de mutants. La mission de Dow prend une tournure personnelle, car le seigneur de guerre a kidnappé sa femme (Brinke Stevens) pour l’ajouter à son harem.
Dow sauve des mutants Danny (Dawn Wildsmith), une femme renégate. Danny rejoint Dow dans sa quête de vengeance. Pour récupérer la femme que Dow a perdue, ils vont devoir combattre le seigneur de guerre, qui est entouré du trafiquant d'armes grisonnant Beaumont (Ross Hagen), du colonel fou Cox (Fox Harris), du savant fou le Dr. Mathers (Robert Quarry), des filles de son harem seins nus, et d’une horde de mutants. Dow est le dernier espoir de l’humanité contre le seigneur de guerre et ses mutants qui menacent d’envahir le monde.

## Fiche technique
- Titre original : Warlords
- Réalisation : Fred Olen Ray
- Scénario : Scott Andrew Ressler

## Distribution
- David Carradine : Dow
- Dawn Wildsmith : Danny
- Sid Haig : le seigneur de guerre[2]
- Ross Hagen : Beaumont
- Fox Harris : colonel Cox
- Robert Quarry : Dr. Mathers
- Brinke Stevens : la femme de Dow
- Victoria Sellers : fille du désert[3]
- Sam Hiona : Frank
- Cleve Hall : Badger
- Debra Lamb : fille du harem
- Michelle Bauer : fille du harem
- Greta Gibson : fille du harem
- Patti Bodman : fille du harem
- Judy Ashton : fille du harem
- Renee Arnold : fille du harem
- Joe Zimmerman : soldat mutant
- Michael Dugan : un mutant[4].
- Gregory Plotkin : un mutant[2]

## Production
Le tournage a eu lieu au Vasquez Rocks Natural Area Park, 10700 W. Escondido Canyon Rd., à Agua Dulce, en Californie, aux États-Unis. Le film a été tourné en dix jours. Il est sorti le 18 octobre 1989 aux États-Unis, son pays d’origine.